# Robert Musil
Robert Musil (/ˈmuːz.ɪl/, /ˈmuːs.ɪl/; 6. listopadu 1880 Klagenfurt – 15. dubna 1942 Ženeva) byl rakouský romanopisec, dramatik a esejista. Jeho monumentální nedokončený román Muž bez vlastností (Der Mann ohne Eigenschaften) je pro svou intelektuální hloubku a vysokou literární úroveň řazen na roveň dílu Marcela Prousta či Jamese Joyce.[zdroj?]
Narodil se v korutanském Klagenfurtu, velkou část života strávil ve Vídni či v Berlíně. Zemřel v emigraci ve švýcarské Ženevě.

## Život

### Dětství a raná léta

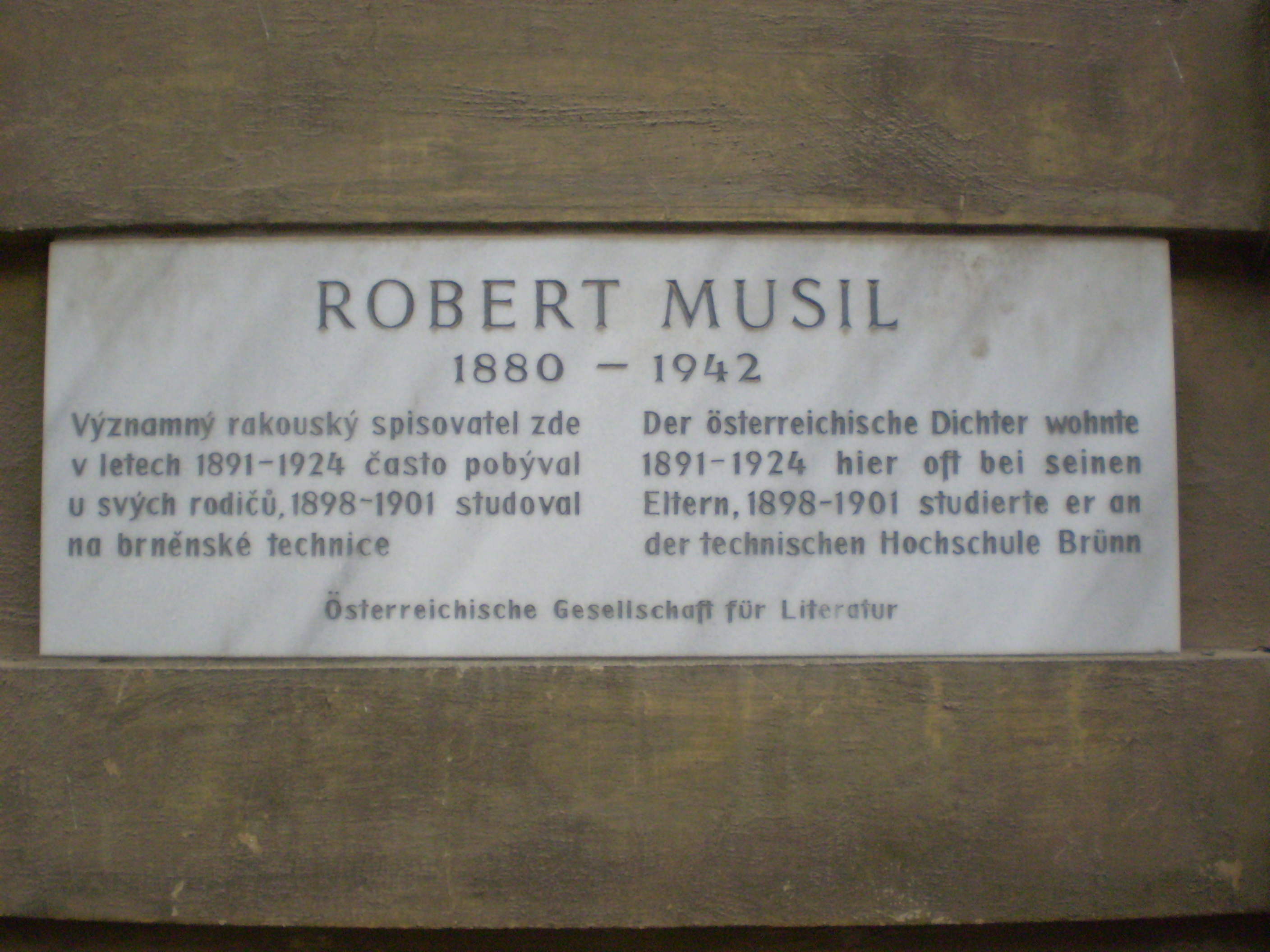
Pamětní deska na Roberta Musila na brněnském domě v Jaselské ulici

Narodil se roku 1880 v Klagenfurtu do rodiny inženýra a pozdějšího profesora brněnské Technické univerzity Alfreda Musila (1846–1924) a jeho manželky Herminy, rozené Bergauerové (1853–1924). Několik měsíců po Robertově narození se rodina přestěhovala do Chomutova, kde Alfred Musil působil jako ředitel C. k. odborné školy strojně-řemeslnické s učebními dílnami (K. k. Maschinegewerbliche Fachschule mit Lehrwerkstätten), předchůdkyně dnešní Střední průmyslové školy. Rok nato se ale rodina vrátila do Rakouska. Rané dětství strávil Musil zejména v hornorakouském Steyru, až roku 1891 se rodina přestěhovala do Brna.
Musil jako dítě byl velmi samotářský až stydlivý, kterážto vlastnost jej provázela celý život.
Jeho literární prvotinu ovlivnil pětiletý pobyt na vojenských školách v letech 1892 až 1897 – nejprve v Eisenstadtu (Militär-Unterrealschule, česky Vojenská nižší reálka, 1892–1894), poté v Hranicích (Militär-Oberrealschule, česky Vojenská vyšší reálka, 1894–1897). Zde se také nadchl pro pozdější dráhu inženýra.
V roce 1897 nastoupil na Technische Militärakademie (Technická vojenská akademie) ve Vídni, obor strojírenství. O rok později přešel na Technickou univerzitu v Brně, kterou zakončil po dvou letech inženýrským titulem. Poté pracoval v technických laboratořích při universitě ve Stuttgartu. Od roku 1903, stále pracuje jako inženýr, studoval ještě filosofii a psychologii v Berlíně. Byl ovlivněn dílem německého filosofa Friedricha Nietzscheho stejně jako dílem ruského spisovatele Fjodora Michajloviče Dostojevského.
Roku 1906 byl publikován jeho první román Die Verwirrungen des Zöglings Törless (Zmatky chovance Törlesse). Fakt, že román byl úspěšně přijat, rozhodl o jeho osudu spisovatele. V roce 1908 definitivně opustil slibnou strojírenskou kariéru (patentoval chromatometr, tzv. „Musil'scher Farbkreisel“), přestože mu kariéra inženýra mohla přinést značný úspěch i hmotné zajištění, a věnoval se tedy psaní, zejm. žurnalistice. Pracoval např. v redakci berlínského kulturního magazínu Neue Rundschau či jako divadelní kritik.
Roku 1907 se seznámil s o šest let starší vdanou ženou, Marthou Marcovaldi (roz. Heimennovou, 1874–1949), jež se roku 1911 rozvedla a záhy se za Musila provdala. Musil s ní vyženil dvě děti, Anninu a Gaetana.
V letech 1914 až 1918 bojoval v rakouské armádě na Italské frontě. Oproti jiným spisovatelům nezanechala na jeho díle první světová válka výraznější vliv. Během války navštívil v roce 1916 Prahu a seznámil se s Franzem Kafkou. Jako jeden z prvních rozpoznal literární kvalitu jeho díla. Obdivoval se německému básníkovi Raineru Maria Rilkemu.

### Období zralosti
V letech 1919 až 1920 pracoval jako poradce rakouského ministerstva vojenství. Od roku 1920 se definitivně věnoval pouze literatuře. Později byl vyznamenán Uměleckou cenou města Vídně (1924) a berlínskou Cenou Gerharta Hauptmanna (1929).
Meziválečná léta trávil střídavě ve Vídni a v Berlíně, kde se setkával s Brochem, Canettim, Hofmannsthalem a Thomasem Mannem. Ve Vídni často navštěvoval salón Eugenie Schwarzwaldové, jež se stala předobrazem Diotimy v románu Der Mann ohne Eigenschaften.
V Musilově charakteru se snoubila povýšenost a vojenský chlad se zdvořilostí a elegancí. Byl spíše uzavřený a ke konci života trpěl pocitem osamocenosti.
V roce 1921 začal pracovat na románu Der Mann ohne Eigenschaften (Muž bez vlastností), jehož první dva díly vyšly v roce 1930. Dílo však nepřineslo očekávaný finanční ani společenský úspěch. Skutečnost, že desetiletá intenzivní práce nepřinesla očekávané plody, Musila značně rozladila.
Intenzivní literární práce zabraňovala Musilovi dostatečně řešit hospodářskou situaci rodiny, která stála až do Musilovy smrti na pokraji existenčního krachu. V roce 1932 byla v Berlíně založena podpůrná společnost, která měla Musilovi finančně vypomoci a umožnit mu další tvorbu. Jedním z těch, kdo se výrazně zajímal o Musilův osud, byl i jeho velký obdivovatel, spisovatel Thomas Mann.
V roce 1936 byl stižen záchvatem mrtvice.

### Léta v emigraci
Po připojení Rakouska k Třetí říši v roce 1938 uprchl Musil s rodinou do Curychu a téhož roku byla jeho díla zakázána. O rok později přesídlili do Ženevy. Zatímco předchozí život ve Vídni a Berlíně znamenal pro Musilovy „pouze“ existenční obavy, švýcarská emigrace představovala vyslovenou chudobu a bídu.
V Ženevě 15. dubna 1942 Musil při polední kondiční rozcvičce (velké kruhy pažemi, tzv. Armkreise) zemřel. Říká se, že byl nalezen se sarkastickým úsměvem na tváři. Při posledním rozloučení bylo přítomno pouze osm osob. Vdova poté rozprášila jeho popel do opuštěné zahrady a urnu vhodila do řeky Aare.
O rok později vydala Musilova vdova Martha nedokončený třetí díl románu Der Mann ohne Eigenschaften. Zemřela v Římě v roce 1949.

## Dílo
Robert Musil patří k předním rakouským a evropským spisovatelům 20. století. Je považován za jednoho z čelných představitelů modernismu, nepřipojil se však umělecky k žádnému z velkých estetických hnutí meziválečné Evropy.
Musil nevěnoval přílišnou pozornost přesnému zachycení konkrétních událostí a osob (proto je většina jeho románových postav fiktivní a děj je jeho fabulační invencí). Musilovým cílem bylo vystihnout atmosféru společnosti, ve které se příběh odehrává (např. v obou svých románech). Často ovšem využíval vlastních zážitků a vzpomínek na události i osobnosti, se kterými se setkal. Svou paměť však přetvářel dle specifické literární potřeby, takže se v jeho tvorbě setkáme i s takovými jevy, jako jsou např. homosexuální praktiky na chlapeckém gymnáziu (Zmatky chovance Törlesse) či incestní láska bratra a sestry (Muž bez vlastností), které nevycházejí z jeho osobní zkušenosti.
V diptychu Vereinigungen (Spojování) zašel Musil patrně nejdále v komplikaci syntaxe a abstrahování literární postavy až k jakémusi principu. Kritika hovořila o „mystickém pólu“ Musilovy tvorby. Obě dvě povídky pojednávají o hluboce niterných stavech člověka při vzájemném přibližování se a odpoutávání. Často lze hovořit o novém pojednání romantického tématu „Věčného ženství“. Tyto povídky srovnatelné komplexností jazyka s texty R. M. Rilkeho představují u Musila jakési rozcestí – po nevelkém ohlasu se od komplikovaného „symbolistního“ stylu do jisté míry odvrací k více klasickému, lineárnějšímu a dějovějšímu způsobu vyprávění.
Na počátku 20. let dokončil Musil svou první divadelní hru – Die Schwärmer (Snílci). Proces vzniku přitom zabral více než jedno desetiletí. První poznámky k tomuto dramatu totiž vznikly už roku 1908 a 1911 zvažoval Musil nazvat hru Die Anarchisten (Anarchisté), nakonec ji však už pod později užitým názvem dokončil až po válce v létě roku 1920. O rok později vyšla hra tiskem, prodávala se však špatně a na její první uvedení musel Musil čekat bezmála dalších deset let. Poprvé ji totiž v radikálně zkrácené, Musilem neschválené verzi zinscenoval až Jo Lhermann roku 1929, a to v berlínském Theater in der Stadt.
V triptychu Drei Frauen (Tři ženy) z roku 1924 se Musilův styl do značné míry oprošťuje. Proslulá povídka Tonka, která k nám patrně jako první v překladech v padesátých letech pronikla, pojednává opět kapitolu z Musilova vlastního života, v době jeho působení v Brně. Příběh Tonky je tragickým rozvedením motivu nevíry v milovanou osobu, který logicky spěje k její smrti a s ní v celoživotní pocit viny pro člověka, který ji nepřímo zavinil. V povídce Grigia se objevuje pro Musila typický prvek mytologématu – ve zdánlivě chladných, stylově vybroušených racionalistických textech probleskuje občas prvek nevědomí, vkomponovaný na způsob emblému. V lineárním příběhu tragicky končícího milostného vztahu inženýra a selky se v závěru objevuje obraz zavaleného dolu/jeskyně, symbolizující návrat do lůna a zároveň nesoucí hlavnímu hrdinovi smrt, kterou s ním jeho milá odmítne sdílet. Povídka Portugalka se z triptychu vymyká svým až pohádkovým námětem, podobně jako jeskyně v ní coby emblémy stavu či podstaty hlavních hrdinů slouží domácí zvířata. Enigmatický a fantastický charakter Portugalky jen zvyšuje dojem „druhého plánu“ Musilovy prózy – ve skutečnosti se hovoří o věcech podstatnějších, stojících za dějovou linkou.
Musilův beletristický styl se v Muži bez vlastností výrazně posunul směrem k eseji. Próza se prolíná s úvahou, román s traktátem. Musil byl perfekcionista, pasáže či celé kapitoly neustále znovu přepisoval (většinou psal rukou, ne na stroji); např. Muž bez vlastností má deset odlišných rukopisných verzí. Proto, přestože se psaní věnoval plně několik hodin denně, bylo jeho pracovní tempo velmi pomalé.
Texty Nachlass zu Lebzeiten (Pozůstalost za života) vydal Musil pod tlakem svého nakladatele, když se protahovalo dokončení druhého dílu Muže bez vlastností. Obsahují zcela rozdílné texty (kvalitou, námětem i délkou), někdy humorné, někdy absurdní. Středobodem těchto textů je novela Kos, která se opět, podobně jako dřívější texty, zabývá metafyzickým pocitem osamocenosti člověka ve světě.

## Přehled děl
- Die Verwirrungen des Zöglings Törless, 1906 (česky Zmatky chovance Törlesse, překl. Jitka Bodláková, 1967, druhé vydání MF 1993, nové vydání v překladu Radovana Charváta, Argo 2011). Román.
- Vereinigungen, 1911 (Die Vollendung der Liebe, česky Naplnění lásky; Die Versuchung der Stillen Veronika, česky Pokušení tiché Veroniky, vyšlo v cyklu Povídky. Pozůstalost ze života. Viz Nachlass zu Lebzeiten). Povídky.
- Die Schwärmer, 1921 Komedie o třech dějstvích.
- Drei Frauen, 1923 (česky jednotlivé povídky Grigia, Tonka, Portugalka, vyšlo v cyklu Povídky. Pozůstalost za života. Viz Nachlass zu Lebzeiten). Povídkový cyklus s částečně autobiografickými rysy.
- Vinzenz und die Freundin bedeutender Männer, 1923 (česky Vincenc) Komedie.
- Der Mann ohne Eigenschaften, 1930–1943 (česky Muž bez vlastností, překl. Anna Siebenscheinová, 1980 a 1998). Musilovo životní dílo, nedokončená románová trilogie líčící poslední okamžiky rakousko-uherského císařství, na níž Musil pracoval přes dvacet let.
  - V roce 2017 zpracováno v Českém rozhlasu jako třicetidílná četba na pokračování. Překlad Anna Siebenscheinová, pro rozhlas upravila Alena Heroutová, v režii Vlada Ruska četl Jiří Hromada.[6]
- Nachlass zu Lebzeiten, 1936 (česky pod názvem Povídky. Pozůstalost za života, překl. Anna Siebenscheinová a Aloys Skoumal, vyšlo spolu s povídkami Drei Frauen a Vereinigungen, 1991 a 2000).
- Essays und Reden, Kritik, 1978 (česky Eseje, překl. Jitka Bodláková, 1969 a 1998).

## Souvislosti
Thomas Mann (1875), Hermann Hesse (1877), Robert Musil (1880), Franz Kafka (1883), Hermann Broch (1886) patřili ke stejné literární generaci. Irský spisovatel James Joyce se rovněž narodil v této době (1882) a zemřel rok před Musilem, oba ve Švýcarsku.
Román Muž bez vlastností přinesl svému autorovi po vydání jen přiměřenou slávu, což Musil chápal jako nedocenění a nepochopení svého díla. Závistivě pohlížel na své úspěšnější kolegy Thomase Manna a Hermanna Brocha, přestože se snažili uchránit jej a jeho rodinu od nejhlubší bídy a podporovali ho v další tvorbě.
Po Musilově smrti byla jeho díla téměř zapomenuta. Zvýšený zájem o Musilovo dílo lze pozorovat od 50. (u nás od 60.) let, kdy kritika i veřejnost docenily význam a dosah Musilova Muže bez vlastností, kterého Milan Kundera označuje za jeden z nejlepších románů vůbec. Jeho dílem se zaobírala např. významná česká literární historička Růžena Grebeníčková.
V roce 2024 uvedlo Národní divadlo Brno hru Jaroslava Rudiše, Krvavý měsíc, jejíž základní zápletka se motá kolem osoby Roberta Musila a jeho románu Muž bez vlastností. Hlavní mužské postavy se dokonce jmenují Robert a Musil. Režie se ujal Thomas Zielinski a hlavní role ztvárnili Michal Bumbálek a Petr Bláha.